# Sigmatella plana
Sigmatella plana là một loài Rêu trong họ Sematophyllaceae. Loài này được (Brid.) Müll. Hal. miêu tả khoa học đầu tiên năm 1898.